# ميهاي روسكا
ميهاي روسكا (بالرومانية: Mihai Roșca)‏ هو لاعب كرة قدم مولدوفي في مركز الدفاع، ولد في 26 مارس 1995 في كيشيناو في مولدوفا. لعب مع نادي داسيا كيشيناو.

## وصلات خارجية
- ميهاي روسكا على موقع قاعدة بيانات كرة القدم.إي يو (الإنجليزية)
- ميهاي روسكا على موقع Soccerway.com (الإنجليزية)